# Симфонический оркестр Цинциннати
Симфонический оркестр Цинциннати (англ. Cincinnati Symphony Orchestra) — американский симфонический оркестр, базирующийся в Цинциннати. Считается пятым по старшинству оркестром в США (из ныне действующих).
Был учреждён в 1893 году по инициативе Хелен Тафт первой леди США и дал первый концерт в 1895 году. Под руководством своего первого дирижёра Франка ван дер Стукена оркестр исполнил, в частности, американскую премьеру Пятой симфонии Густава Малера.
В 1907 году оркестр был распущен из-за финансовых затруднений и вновь собрался в 1909 году, став первым местом дирижёрской работы Леопольда Стоковского. Среди наиболее значительных событий в истории оркестра — мировые премьеры пьесы Аарона Копленда «Фанфары простому человеку» (1942) и Симфонии Ганса Ротта (1989).

## Руководители
| - Франк ван дер Стукен (1895—1907) - Леопольд Стоковский (1909—1912) - Эрнст Кунвальд (1912—1917) - Эжен Изаи (1918—1922) - Фриц Райнер (1922—1931) - Юджин Гуссенс (1931—1947) - Тор Джонсон (1947—1958) | - Макс Рудольф (1958—1970) - Томас Шипперс (1970—1977) - Вальтер Зюскинд (1978—1980) - Михаэль Гилен (1980—1986) - Хесус Лопес Кобос (1986—2001) - Пааво Ярви (2001—2011) - Луи Лангре (с 2012) |